# Tournoi de tennis de Louisville
Le tournoi de Louisville (Kentucky, États-Unis) est un tournoi de tennis féminin et masculin.
Organisé de 1970 à 1979, le tournoi masculin se joue sur terre battue, à l'exception de l'édition 1970 sur dur en intérieur. Il fait partie du WCT en 1971 et 1972 et du Grand Prix tennis circuit les autres années.
Une édition féminine a lieu en 1971, puis le tournoi est ajouté au calendrier de la WTA en 2016. Il est aujourd'hui catégorisé International et se joue la semaine précédant l'US Open. Mise-à-jour: Le tournoi de Louisville a été annulé et reporté en 2017.

## Palmarès dames

### Simple
| No | Date       | Nom et lieu du tournoi                  | Catégorie      | Dotation       | Surface        | Vainqueure       | Finaliste      | Score          |                |
| -- | ---------- | --------------------------------------- | -------------- | -------------- | -------------- | ---------------- | -------------- | -------------- | -------------- |
| 1  | 14-09-1971 | Virginia Slims Invitational, Louisville | WT Pro Tour    | 20 000 $       | Terre (ext.)   | Billie Jean King | Rosie Casals   | 6-1, 4-6, 6-3  | Tableau        |
|    | 1972-2015  | Pas de tournoi                          | Pas de tournoi | Pas de tournoi | Pas de tournoi | Pas de tournoi   | Pas de tournoi | Pas de tournoi | Pas de tournoi |
| 2  | 00-00-2017 | , Louisville                            | Intern'l       | NC             | Dur (ext.)     | NC               | NC             | NC             |                |

### Double
| No | Date       | Nom et lieu du tournoi                 | Catégorie      | Dotation       | Surface        | Vainqueures                       | Finalistes                 | Score          |                |
| -- | ---------- | -------------------------------------- | -------------- | -------------- | -------------- | --------------------------------- | -------------------------- | -------------- | -------------- |
| 1  | 14-09-1971 | Virginia Slims Invitational Louisville | WT Pro Tour    | 20 000 $       | Terre (ext.)   | Judy Tegart-Dalton Françoise Dürr | Kerry Melville Betty Stöve | 2-6, 6-4, 6-3  | Tableau        |
|    | 1972-2015  | Pas de tournoi                         | Pas de tournoi | Pas de tournoi | Pas de tournoi | Pas de tournoi                    | Pas de tournoi             | Pas de tournoi | Pas de tournoi |
| 2  | 00-00-2017 | Louisville                             | Intern'l       | NC             | Dur (ext.)     | NC                                | NC                         | NC             |                |

## Palmarès messieurs

### Simple
| No | Date       | Nom et lieu du tournoi                  | Catégorie | Dotation | Surface | Vainqueur       | Finaliste      | Score              |  |
| -- | ---------- | --------------------------------------- | --------- | -------- | ------- | --------------- | -------------- | ------------------ |  |
| 1  | 03-08-1970 | , Louisville                            |           | NC $     | NC      | Rod Laver       | John Newcombe  | 6-3, 6-3           |  |
| 2  | 26-07-1971 | , Louisville                            |           | NC $     | NC      | Tom Okker       | Cliff Drysdale | 3-6, 6-4, 6-1      |  |
| 3  | 31-07-1972 | Louisville WCT, Louisville              |           | NC $     | NC      | Arthur Ashe     | Mark Cox       | 6-4, 6-4           |  |
| 4  | 06-08-1973 | , Louisville                            |           | NC $     | NC      | Manuel Orantes  | John Newcombe  | 3-6, 6-3, 6-4      |  |
| 5  | 05-08-1974 | , Louisville                            |           | NC $     | NC      | Guillermo Vilas | Jaime Fillol   | 6-4, 7-5           |  |
| 6  | 04-08-1975 | International Championships, Louisville |           | NC $     | NC      | Guillermo Vilas | Ilie Năstase   | 6-4, 6-3           |  |
| 7  | 02-08-1976 | , Louisville                            |           | NC $     | NC      | Harold Solomon  | Wojtek Fibak   | 6-2, 7-5           |  |
| 8  | 25-07-1977 | , Louisville                            |           | NC $     | NC      | Guillermo Vilas | Eddie Dibbs    | 1-6, 6-0, 6-1      |  |
| 9  | 31-07-1978 | , Louisville                            |           | NC $     | NC      | Harold Solomon  | John Alexander | 6-2, 6-2           |  |
| 10 | 23-07-1979 | , Louisville                            |           | NC $     | NC      | John Alexander  | Terry Moor     | 7-6, 6-7, 3-3, ab. |  |

### Double
| No | Date       | Nom et lieu du tournoi                  | Catégorie | Dotation | Surface | Vainqueurs                       | Finalistes                            | Score            |  |
| -- | ---------- | --------------------------------------- | --------- | -------- | ------- | -------------------------------- | ------------------------------------- | ---------------- |  |
| 1  | 03-08-1970 | , Louisville                            |           | NC $     | NC      | John Newcombe Tony Roche         | Roy Emerson Rod Laver                 | 8-6, 5-7, 6-4    |  |
| 2  | 26-07-1971 | , Louisville                            |           | NC $     | NC      | Roy Emerson Rod Laver            | Ken Rosewall Fred Stolle              | 6-4, 6-4         |  |
| 3  | 31-07-1972 | Louisville WCT, Louisville              |           | NC $     | NC      | John Alexander Phil Dent         | Arthur Ashe Robert Lutz               | 6-4, 6-3         |  |
| 4  | 06-08-1973 | , Louisville                            |           | NC $     | NC      | Manuel Orantes Ion Țiriac        | Clark Graebner John Newcombe          | 0-6, 6-4, 6-3    |  |
| 5  | 05-08-1974 | , Louisville                            |           | NC $     | NC      | Erik van Dillen Charlie Pasarell | Jürgen Fassbender Hans-Jürgen Pohmann | 6-2, 6-3         |  |
| 6  | 04-08-1975 | International Championships, Louisville |           | NC $     | NC      | Wojtek Fibak Guillermo Vilas     | Anand Amritraj Vijay Amritraj         | Finale non jouée |  |
| 7  | 02-08-1976 | , Louisville                            |           | NC $     | NC      | Byron Bertram Pat Cramer         | Erik van Dillen Stan Smith            | 6-3, 6-4         |  |
| 8  | 25-07-1977 | , Louisville                            |           | NC $     | NC      | John Alexander Phil Dent         | Chris Kachel Cliff Letcher            | 6-1, 6-4         |  |
| 9  | 31-07-1978 | , Louisville                            |           | NC $     | NC      | Wojtek Fibak Víctor Pecci        | Victor Amaya John James               | 6-4, 6-7, 6-4    |  |
| 10 | 23-07-1979 | , Louisville                            |           | NC $     | NC      | Marty Riessen Sherwood Stewart   | Vijay Amritraj Raúl Ramírez           | 6-2, 1-6, 6-1    |  |